# Giancarlo Gualco
 (La Ciotat, 7 dicembre 1931 – Varese, 12 marzo 2014) è stato un cestista e dirigente sportivo italiano.

## Carriera
In Serie A ha vestito la maglia di Varese dal 1948 al 1959, diventandone poi dal 1967 direttore sportivo. Con Adalberto Tedeschi crea la squadra che negli anni settanta prende il nome di Grande Ignis. Nel 1980 diventa presidente, nel periodo di transizione del passaggio di proprietà tra la famiglia Borghi e Antonio Bulgheroni. Il 15 aprile 1982 lascia la società. Diventa dirigente a Bergamo, poi torna a Varese sulla sponda Robur et Fides Varese, dirigente del Varese calcio e del Hockey Club Varese, noti come "i Mastini".
Il figlio, Maurizio, è stato anch'egli cestista.